# Gioacchino Albertini
Gioacchino Albertini (Pesaro, 30 novembre 1748 – Varsavia, 18 aprile 1812) è stato un compositore italiano.
Passò un periodo a Roma e due in Polonia (1777-1786; 1804-1811).
Compose opere che riscossero un discreto successo, sebbene in seguito sia stato pressappoco dimenticato.